# Mudalamayigowdanahalli, Holenarsipur
Mudalamayigowdanahalli là một làng thuộc tehsil Holenarsipur, huyện Hassan, bang Karnataka, Ấn Độ.